# 中国佛学会
中国佛学会，为一个佛学研究团体，于1929年成立，1940年代停止活动。2005年重新開始活動，設會所於浙江嘉興。
太虚为会长。该会原名为中国佛教会，后经蔡元培建议，定名中国佛学会。其设置会址于南京毗卢寺，后迁至张府园，之后相继在上海、厦门、九华山、汉口等地成立分会。抗日战争时期，该会迁至重庆后不久停止活动。